# Асимилация (фонология)
Асимилацията е фонологично явление, при което някои фонеми се изменят, приближавайки се до други близко разположени в думата или фразата звуци.
Асимилацията има няколко разновидности:
- пълна (асимилираният звук се изравнява напълно асимилиращия) или непълна (асимилираният звук приема само някои характеристики на асимилиращия)
- прогресивна (предходен звук влияе на следващ), регресивна (следващ звук влияе на предходен) или взаимна (двата звука си влияят взаимно, сближавайки се един с друг)
- контактна (между съседни звукове) или дистактна (между близки, но не съседни звукове).

В книжовния български език съседните шумови съгласни са подложени на непълна регресивна асимилация по отношение на своята звучност – предходната съгласна приема звучността или беззвучността на следващата я: „сватба“ – /'svadba/ (но „сват“ – /svat/), „врабче“ – /vrap't͡ʃɛ/ (но „врабец“ – /vra'bɛt͡s/).
Противоположен на асимилацията е процесът на дисимилация.